# لاري لودان
لورنس لين "لاري" لودان (16 أكتوبر 1941 - 23 أغسطس 2022) كان فيلسوفًا أمريكيًا في العلوم وعالمًا في نظرية المعرفة. انتقد بشدة تقاليد الوضعية والواقعية والنسبية، ودافع عن وجهة نظر العلم كمؤسسة متميزة وتقدمية ضد التحديات الشعبية. يُنظر إلى وجهة نظر لودان الفلسفية حول "تقاليد البحث" على أنها بديل مهم لـ "برامج البحث" لإمري لاكاتوس.